# Ligne de Béziers à Neussargues
La ligne de Béziers à Neussargues, aussi appelée ligne des Causses, est une ligne de chemin de fer française qui relie Béziers près de la côte languedocienne à Neussargues dans le département du Cantal, via Millau et les étendues caussenardes.
Elle constitue la ligne 722 000 du réseau ferré national.
Elle est célèbre pour ses caractéristiques qui sortent de l’ordinaire : malgré un tracé tourmenté et des tunnels finalement relativement peu fréquents (comparé, par exemple, à la ligne des Cévennes), les rampes maximales atteignent 35 ‰ – ce qui n’a pas manqué de lui valoir une réputation de ligne difficile chez les cheminots. Les ouvrages d’art associés à cette ligne sont exceptionnels, tant en quantité qu’en qualité ; parmi ceux-ci, le viaduc de Garabit (près de Saint-Flour), œuvre d’Eiffel, est le plus célèbre. D’autres viaducs (en maçonnerie ou métalliques), ainsi que les installations électriques et bâtiments d'époque, typiques de la Compagnie du Midi, sont autant de points d’intérêt qui attirent les curieux.

## Histoire

### De Graissessac à Béziers

#### Origine
L’histoire de cette ligne commence avec la demande d’un chemin de fer de Graissessac (Hérault) à Béziers  pour permettre l’écoulement de produits miniers. L’autorisation de la concession et l’approbation de la convention concernant ce chemin de fer interviennent le 27 mars 1852. La Compagnie du chemin de fer de Graissessac à Béziers, créée pour reprendre et gérer la concession, est approuvée le 26 février 1853.

#### Construction et ouvertures
La compagnie entreprend la construction de la ligne à voie unique et écartement standard. La voie atteint Bédarieux en 1855 et les travaux du grand viaduc de Bédarieux sur l’Orb, commencés en 1853, sont achevés en 1857. La compagnie est en difficulté financière, avant l’achèvement du tracé, elle est mise sous séquestre le 12 mai 1858, néanmoins l’approbation de crédits pour permettre l’achèvement de la construction de la ligne et son exploitation intervient le 15 août 1858. Une première circulation officielle d’un train qui transporte le préfet, l’ingénieur en chef du département et l’administrateur du séquestre, a lieu le 6 septembre 1858. La section de la gare de Béziers à celle de Bédarieux est ouverte au service des marchandises le 20 septembre 1858 et la deuxième section de Bédarieux à Graissessac est mise en service le 28 décembre 1858. L’ouverture du trafic voyageurs a lieu le 1er septembre 1859.

#### Rapport avec la ligne actuelle
Le tronçon de Béziers à la première gare de Bédarieux était alors compris dans la première section de la ligne de Béziers à Graissessac. mise en service le 20 septembre 1858. Le tronçon de Bédarieux à La Tour-sur-Orb est alors compris dans la deuxième section mise en service le 28 décembre 1858.

#### Rachat de la ligne
La convention signée entre le ministre des Travaux publics et la Compagnie des chemins de fer du Midi et du Canal latéral à la Garonne (Compagnie du Midi) le 1er mai 1863 acte le rachat du chemin de fer de Graissessac à Béziers, dont le prix sera fixé par un arbitrage. Cette convention prévoit en outre la concession à la compagnie de deux lignes. La première de Montpellier à « Milhau » se raccordant à la ligne de Graissessac à Beziers au niveau de Faugeres et s'en séparant à La-Tour-d'Orb, et la seconde « de Milhau à Rodez ». Cette convention est approuvée par décret impérial le 11 juin 1863. La sentence arbitrale est rendue le 17 juillet 1865. Elle fixe le montant du rachat de la ligne à 16 millions de francs. Un décret impérial entérine la sentence le 23 décembre 1865.

### La ligne de la compagnie du Midi
Lorsque la Compagnie du Midi, au milieu du XIXe siècle, envisage de construire une ligne au tracé aussi ambitieux, c’est moins pour permettre aux habitants du Massif central de voir du pays que pour désenclaver les bassins miniers du nord de l’Hérault (à Graissessac) et entrer dans la concurrence pour l’acheminement des vins du Languedoc vers Paris.
En 1863, un accord commercial entre les compagnies ferroviaires avait en effet convenu que le réseau qui possèderait le trajet le plus court remporterait la totalité du marché, même si en réalité presque la totalité des trains qu’ils affrèteront continueront de contourner le Massif Central plutôt que d’emprunter ces lignes de montagne au profil peu favorable. L’ouverture de la section de Béziers à Neussargues permettait donc à la compagnie du Midi de ravir le monopole du transport de vin au PLM, en proposant un trajet de 799 km contre 804 km par la ligne de Nîmes à Clermont. Elle le conservera jusqu’en 1908 quand sera créée une ligne de 784 km par Saint-Flour et Brioude.
La section de Séverac-le-Château à Marvejols, s'embranchant sur la ligne de Millau à Rodez à Sévérac-le-Château, est concédée à titre définitif, et celle de Marvejols à Neussargues à titre éventuel, à la Compagnie des chemins de fer du Midi et du Canal latéral à la Garonne par une convention signée entre le ministre de l'Agriculture, du Commerce et des Travaux publics et la compagnie le 10 août 1868. La convention est approuvée par un décret impérial à la même date. La section de Marvejols à Neussargues est déclarée d'utilité publique et concédée à titre définitif par une loi le 23 mars 1874.
La compagnie met en service sa ligne par section au fur et à mesure de l'avancement des travaux : 
- 11 mai 1872, de La Tour-sur-Orb au Bousquet d'Orb[14] ;
- 18 octobre 1874 du Bousquet-d'Orb à Millau[15] ;
- 14 mai 1880, de Millau à Sévérac-le-Château[16] ;
- 14 août 1883, de Sévérac-le-Château à Banassac-La Canourgue[17] ;
- 3 mai 1884, de Banassac-La Canourgue à Marvejols[17] lorsque la compagnie ouvre la section de Banassac au Monastier et à Mende, avec embranchement du Monastier à Marvejols[18] ;
- en 1884, le tracé entre Faugères et le viaduc de l'Orb est modifié sur environ 9 km par une reconstruction de la ligne plus à l’ouest, qui inclut une nouvelle gare de Bédarieux, afin de permettre la jonction avec la ligne de Castres à Bédarieux ;
- 9 mai 1887, de Marvejols à Saint-Chély, avec deux stations intermédiaires : Saint-Sauveur-de-Peyre et Aumont[19] ;
- 27 mai 1888, de Saint-Chély à Saint-Flour[17], avec trois stations intermédiaires : Arcomie, Loubaresse et Ruynes[20] ;
- 10 novembre 1888, de Saint-Flour à Neussargues[21].

Dès l'origine, la compagnie du chemin de fer du midi utilisa sur cet axe ses machines les plus puissantes en raison de son profil capricieux. À ses débuts, le trafic fret est important se composant principalement des trains desservant de bassin houiller de Graissessac et de ceux qui alimentent les villages. Afin d'améliorer les performances de la ligne et de prendre des parts de marché à la ligne des Cévennes appartenant au PLM, la compagnie du midi électrifia la ligne en 1 500 V par étapes à partir de 1930 avec la section Béziers-Séverac-le-Château. Dès que la ligne fut entièrement électrifiée, les premières BB midi eurent le quasi-monopole de la traction sur les Causses. La SNCF reprit la ligne en 1938 et il fallut attendre les années 50 pour que les premiers automoteurs électriques (Z 7100) assurant le service omnibus pour que les BB midi perdent leur monopole. Les premières BB 9400 firent leur apparition sur les causses dès les années 1970 et il fallut attendre les années 80 pour voir se concrétiser la circulation de Z2 sur la ligne. le train à vocation touristique « Aubrac » fut mis en service en 1984. À partir des années 2000, une BB8500 assura l'Aubrac en remplacement des BB9400. Partant du constat que la voie est dans un état alarmant, un plan de modernisation fut élaboré à partir de l'an 2000. Il prévoyait à l'origine le remplacement des anciens rails par des longs rails soudés, le remplacement des traverses et le remplacement de la caténaire avec réélectrification en 25 000 V. Ce plan ne fut réalisé qu'en partie et seuls quelques tronçons de voie furent refaits.[réf. nécessaire]
Le tracé initial au niveau de Bédarieux, entre les postes de Pétafy et de l'Orb (PK 467,800 à 473,890), est déclassé par décret le 12 novembre 1954.

### Époque contemporaine
Malgré quelques opérations de rénovation au début des années 2000 (30 km rénovés en 2000-2001, tunnel de l’Herbouze et tronçon à Banassac rénovés), l’état de la ligne était assez critique sur certains tronçons. Un train Aubrac avait d’ailleurs déraillé en 2006. Cet état des infrastructures avait nécessité l’instauration de limitations de vitesse sur plusieurs tronçons.
Le 8 mars 2007, après un rapport mentionnant le mauvais état de la voie et les risques importants représentés sur le tronçon entre Neussargues et Loubaresse (sur lequel avait déraillé l’Aubrac en février 2006), il a alors été décidé de fermer cette section à tout trafic. Les travaux de rénovation ont été engagés par RFF pour un coût total de 7,5 millions d’euros. Les travaux achevés, la ligne a été rouverte le 18 juillet 2007. Les trains peuvent désormais circuler à 75 km/h au lieu des 40 km/h depuis le déraillement.
L’Aubrac de Paris à Béziers a circulé la dernière fois le 8 décembre 2007. Depuis cette date, il est limité au parcours de Clermont-Ferrand à Béziers. Il garde cependant son statut de train Intercités et est en correspondance avec un autre Intercités entre Paris et Clermont-Ferrand.
Le 11 septembre 2009, à la suite de la découverte d’une fissure sur l'une des maçonneries des piles du viaduc de Garabit lors d’une visite, la ligne fut à nouveau interrompue, entre Neussargues et Saint-Chély-d’Apcher, pour raisons de sécurité. Depuis, le trafic a repris.
Depuis le 1er juillet 2010, la rame tractée est remplacée par un autorail de type X 73500. Le train conserve néanmoins son statut Intercité.
La ligne est une nouvelle fois interrompue entre Neussargues et Saint-Chély-d'Apcher à compter du 3 décembre 2020 à la suite d'un incident affectant les voies, pour une durée indéterminée. Les circulations ont pu reprendre le 15 novembre 2021.
En 2024, après de longues tractations entre SNCF Réseau, les régions Occitanie et Auvergne-Rhône-Alpes et l'État, plusieurs portions de la ligne sont rénovées :
- Du 13 mars au 31 octobre, le tronçon entre Andelat et Loubaresse dans le Cantal, fait l'objet d'une rénovation complète pour un coût de 43 millions d'euros, en grande partie porté par l'État. Sur cette section, les voies ferrées atteignent 80 ans d'âge. Les rails, les traverses et le ballast sont remplacés sur 55 km. La desserte ferroviaire de l'usine ArcelorMittal de Saint-Chély-d'Apcher, vitale pour la rentabilité de l'usine, aurait pu contribuer à l'effort consenti par l'État[26].
- Du 6 mai au 28 juin, des travaux de rénovation sont lancés entre Le Monastier et Saint-Chély-d'Apcher en Lozère tout le long du mois de mai et entre Béziers et Le Monastier de début mai jusque fin juin[27].

Malgré ces rénovations, certaines parties de la ligne restent vétustes, en particulier entre Campagnac et Saint-Chély-d'Apcher. Le viaduc de Garabit nécessite aussi de coûteux travaux de peinture.

## Caractéristiques

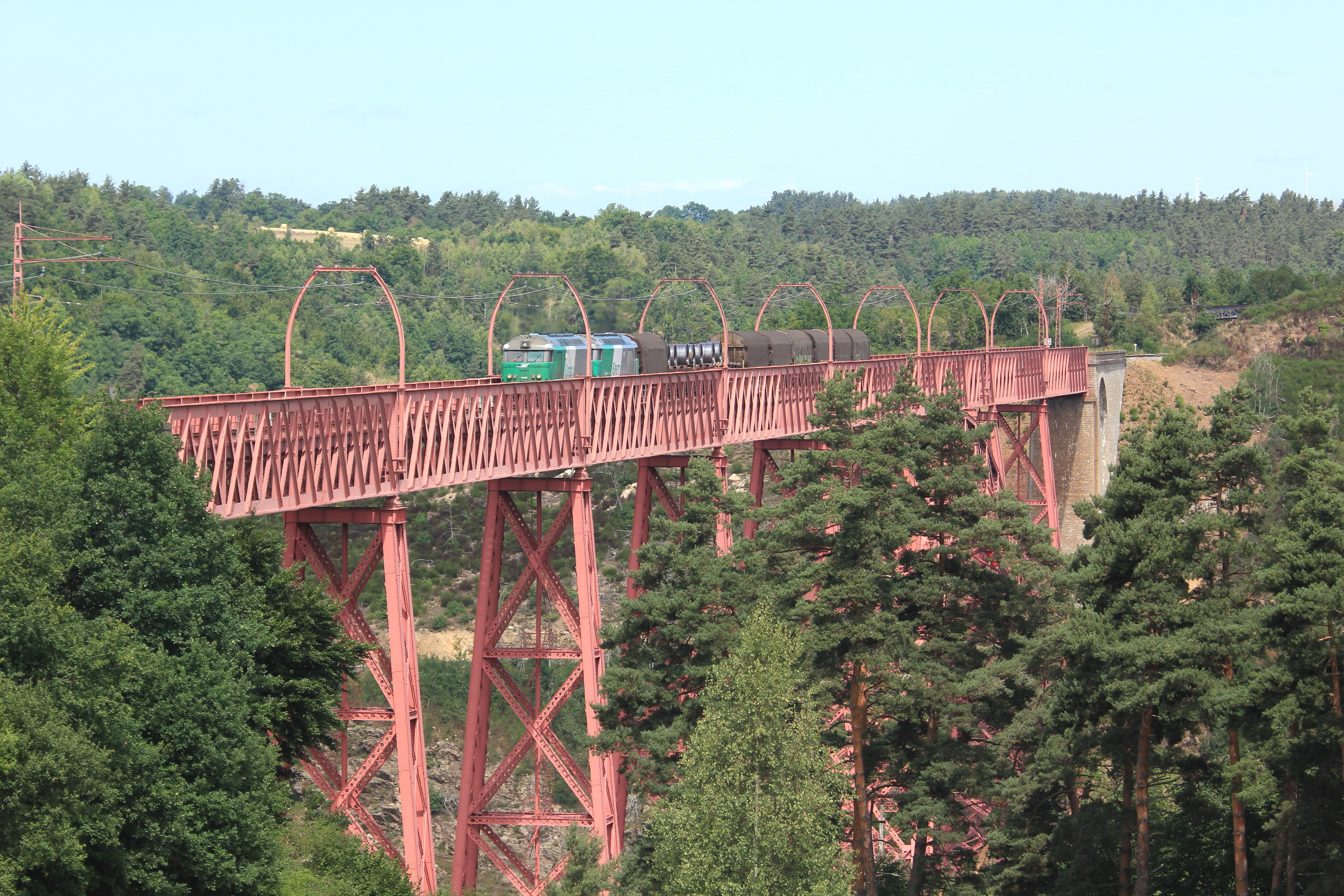
Un train de fret à destination de l'usine ArcelorMittal de Saint-Chély-d'Apcher franchit le viaduc de Garabit.

C’est aujourd’hui une ligne à voie unique banalisée sur la totalité du parcours. Elle était à double voie autrefois sur les tronçons de Millau à Saint-Laurent-d'Olt, et du Monastier à Saint-Sauveur-de-Peyre. Le profil, en dents de scie, est difficile. Des rampes de grande longueur qui atteignent 33,5 ‰ sont présentes sur une grande partie du parcours. Il existe près de 700 courbes dont plus de la moitié ont un rayon de 300 m.
Il existe 38 tunnels dont le plus long, celui de Pétafy, à une longueur de 1 850 m. La longueur cumulée des tunnels est de 17,5 km.
De très nombreux viaducs sont présents, le plus important et le plus célèbre est le viaduc de Garabit, mais des viaducs en maçonnerie sont également remarquables : viaduc de la Crueize, viaduc de Chanteperdrix et viaduc de Sénouard.

### Électrification
La ligne a été électrifiée en trois étapes en 1,5 kV continu :
- de Béziers à Bédarieux le 20 juillet 1931 ;
- de Bédarieux à Sévérac-le-Château le 20 octobre 1931 ;
- de Sévérac-le-Château à Neussargues le 10 mai 1932.

### Vitesses limites
Vitesses limites de la ligne en 2012 pour les rames AGC, en sens impair (nord - sud). Certaines catégories de trains, comme les trains de marchandises, possèdent généralement des limites plus faibles :
| De (PK)                                  | À (PK)                                   | Distance (km) | Limite (km/h) |
| ---------------------------------------- | ---------------------------------------- | ------------- | ------------- |
| Neussargues (PK 708,6)                   | Talizat (PK 703,0)                       | 5,6           | 80            |
| Talizat (PK 703,0)                       | Andelat (PK 693,7)                       | 9,3           | 75            |
| Andelat (PK 693,7)                       | Loubaresse (PK 668,1)                    | 25,6          | 55            |
| Loubaresse (PK 668,1)                    | Arcomie (PK 660,6)                       | 7,5           | 75            |
| Arcomie (PK 660,6)                       | Saint-Chély-d'Apcher (PK 652,9)          | 7.7           | 90            |
| Saint-Chély-d'Apcher (PK 652,9)          | Aumont-Aubrac (PK 641,9)                 | 11            | 75            |
| Aumont-Aubrac (PK 641,9)                 | PK 635,9                                 | 6             | 70            |
| PK 635,9                                 | PK 621,1                                 | 14,8          | 60            |
| PK 621,1                                 | Banassac - La Canourgue (PK 605,6)       | 15,5          | 50            |
| Banassac - La Canourgue (PK 605,6)       | Saint-Laurent-d'Olt (PK 597,7)           | 7,9           | 55            |
| Saint-Laurent-d'Olt (PK 597,7)           | Tarnesque (PK 588,6)                     | 9,1           | 85            |
| Tarnesque (PK 588,6)                     | Sévérac-le-Château (PK 579,6)            | 9             | 85            |
| Sévérac-le-Château (PK 579,6)            | PK 575,6                                 | 4             | 80            |
| PK 575,6                                 | Millau (PK 549,4)                        | 26,2          | 75            |
| Millau (PK 549,4)                        | Tournemire - Roquefort (PK 524,6)        | 24,8          | 80            |
| Tournemire - Roquefort (PK 524,6)        | Montpaon (PK 508,1)                      | 16,5          | 75            |
| Montpaon (PK 508,1)                      | Tête Nord Tunnel Four à Chaux (PK 476,7) | 31,4          | 80            |
| Tête Nord Tunnel Four à Chaux (PK 476,7) | Laurens (PK 456,6)                       | 20,1          | 85            |
| Laurens (PK 456,6)                       | Béziers (PK 431,6)                       | 25            | 105           |

## Trafic

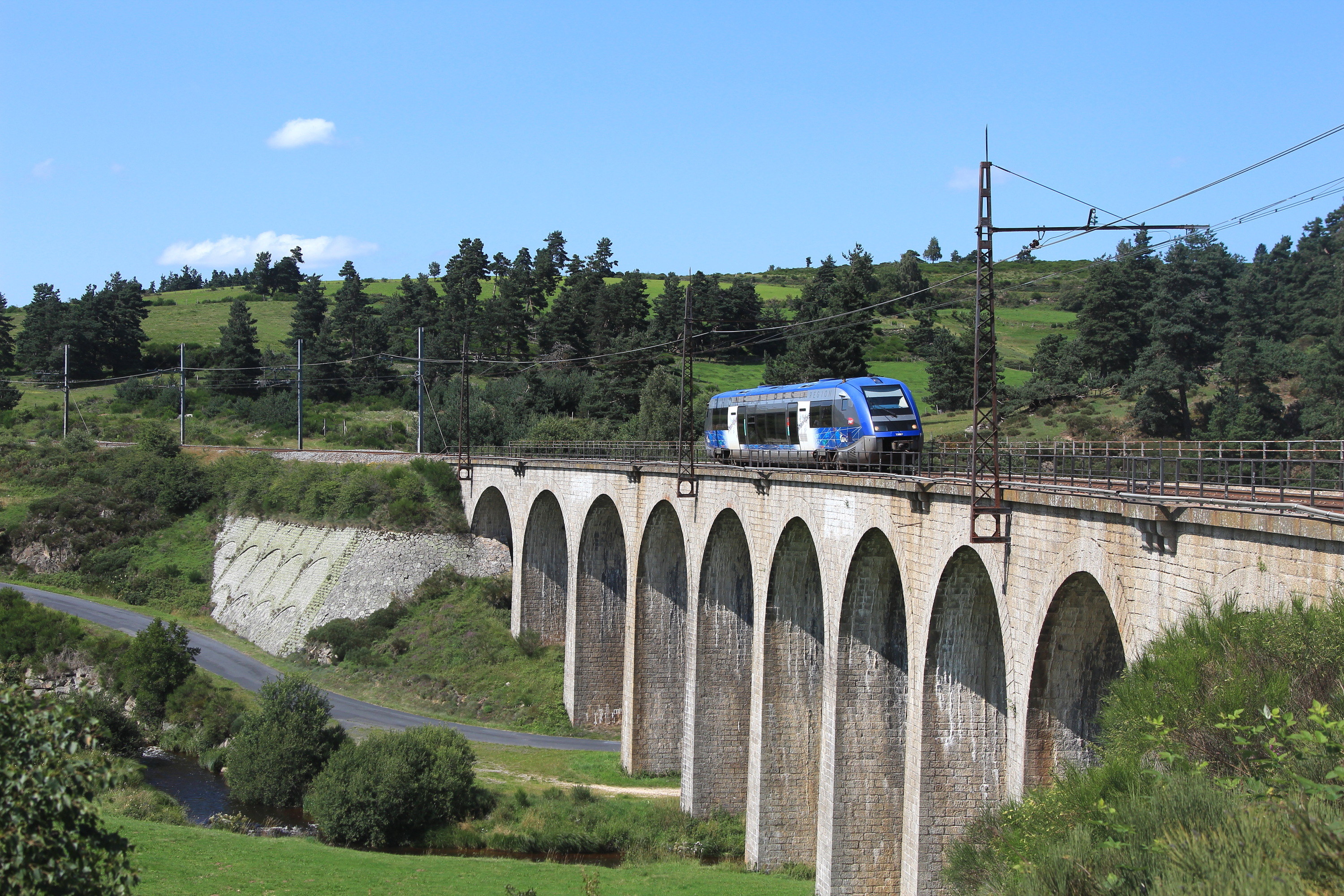
Un ATER (X 73500) en livrée Rhône-Alpes assurant l'Aubrac descendant (Clermont-Ferrand - Béziers) passe sur le viaduc de La Rimeize, entre Saint-Chély-d'Apcher et Aumont-Aubrac.

Désormais, l’acier a remplacé le charbon et l’alcool : l’approvisionnement en coils (bobines de tôle) de l’usine ArcelorMittal de Saint-Chély-d'Apcher, qui assure une part importante des emplois de l’industrie lozérienne, est assuré par le rail. 120 000 tonnes d’acier sont ainsi acheminées tous les ans depuis Fos-sur-Mer ou Dunkerque via la ligne des Causses.

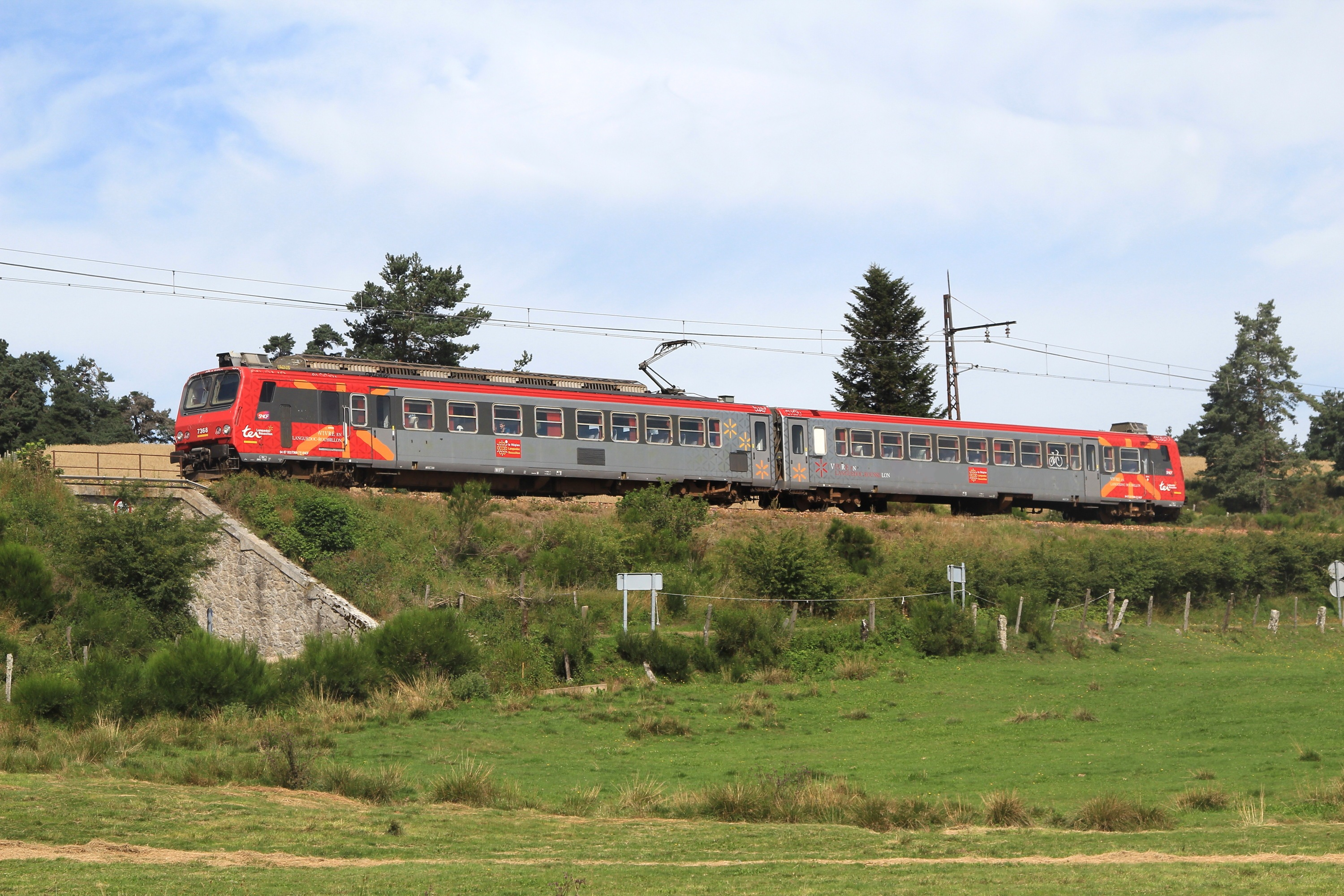
L'aller-retour TER Béziers - Saint-Chély-d'Apcher vu près d'Aumont-Aubrac. C'est le seul TER journalier à circuler entre Millau et Saint-Chély.

Si le trafic voyageurs participe également au maintien de l’exploitation de la ligne, cette dernière subit néanmoins la rude concurrence de l’autoroute A75 qui suit le même tracé, mais qui est gratuite (à l’exception du tronçon comprenant le viaduc de Millau), et offre une pléthore de bretelles d’accès. La région Auvergne-Rhône-Alpes ne propose aucun TER sur sa section, et la région Occitanie ne propose plus qu'un seul aller-retour journalier en TER entre Béziers et Saint-Chély, avec quelques circulations supplémentaires au départ de Bédarieux et Millau vers le sud. Les trains omnibus tendent à disparaître au profit des autocars sur certaines parties de ligne. En outre, la circulation du train de nuit direct (avec couchettes) entre Paris, Clermont-Ferrand, Millau et Béziers a été suspendue à la fin de l’été 2003. Tandis que le train surnommé Aubrac, train emblématique de la ligne puisque assurant une relation directe et diurne de Paris à Béziers via Clermont-Ferrand et les Causses depuis les années 1980, a vu son parcours limité depuis 2007 au segment de Clermont à Béziers. Une correspondance entre Intercités étant assurée, à Clermont-Ferrand, de et vers Paris.
Le projet de prolongement d’un TGV de Paris à Béziers vers Millau et conventionné par la Région n’a pas, pour le moment, connu d’évolution. Seule la partie entre Saint-Chély-d'Apcher et Béziers a pu être modernisée. Il reste à moderniser la portion auvergnate (remplacement des rails Midi par des longs rails soudés). Toutes les sous-stations Midi ont été électronisées (redresseurs secs de puissance). Entre Neussargues et Saint-Chély-d'Apcher, les rails ont été détériorés du fait de l’utilisation des CC 72000 ou des CC 72100 (tonnage élevé), pour les trains de coils. En 2023, un désaccord se fait jour entre d'une part les deux régions concernées et l'état et SNCF Réseau. Certains tronçons de la ligne ont été conçus pour deux voies. La compagnie du Midi avait également prévu cette possibilité lors de l’électrification (exemple : Viaduc d’Aguessac avec caténaires ogives Midi identiques à celles posées en 1927, lors de l’électrification de la ligne de Bordeaux à Irun).
Pour des raisons de logistique et de roulement, certains TER Occitanie sont assurés en BGC 81500 bi-mode pour la desserte de Mende et de Rodez. L’automoteur circule en mode diesel sur ces lignes et circule en mode électrique 1 500 volts continu sur la ligne des Causses (changement de mode à Sévérac-le-Château et au Monastier).
Entre Neussargues et Saint-Chély-d’Apcher, l'Aubrac est le dernier train de voyageurs à circuler. Le train de marchandises livrant des coils à Saint-Chély-d’Apcher depuis Neussargues est tracté grâce à deux locomotives de type BB 67400 (même si celles-ci sont anciennes) en remplacement des locomotives du type BB 75000 qui avaient pris le relais avant leur interdiction sur la ligne depuis 2014 du fait de leur trop grand impact sur la voie. Depuis 2023/2024, ce sont des BB 60 000, ou 61 000, qui ont, définitivement, remplacé les BB 67 400, sur ce train de coils

## Régions traversées

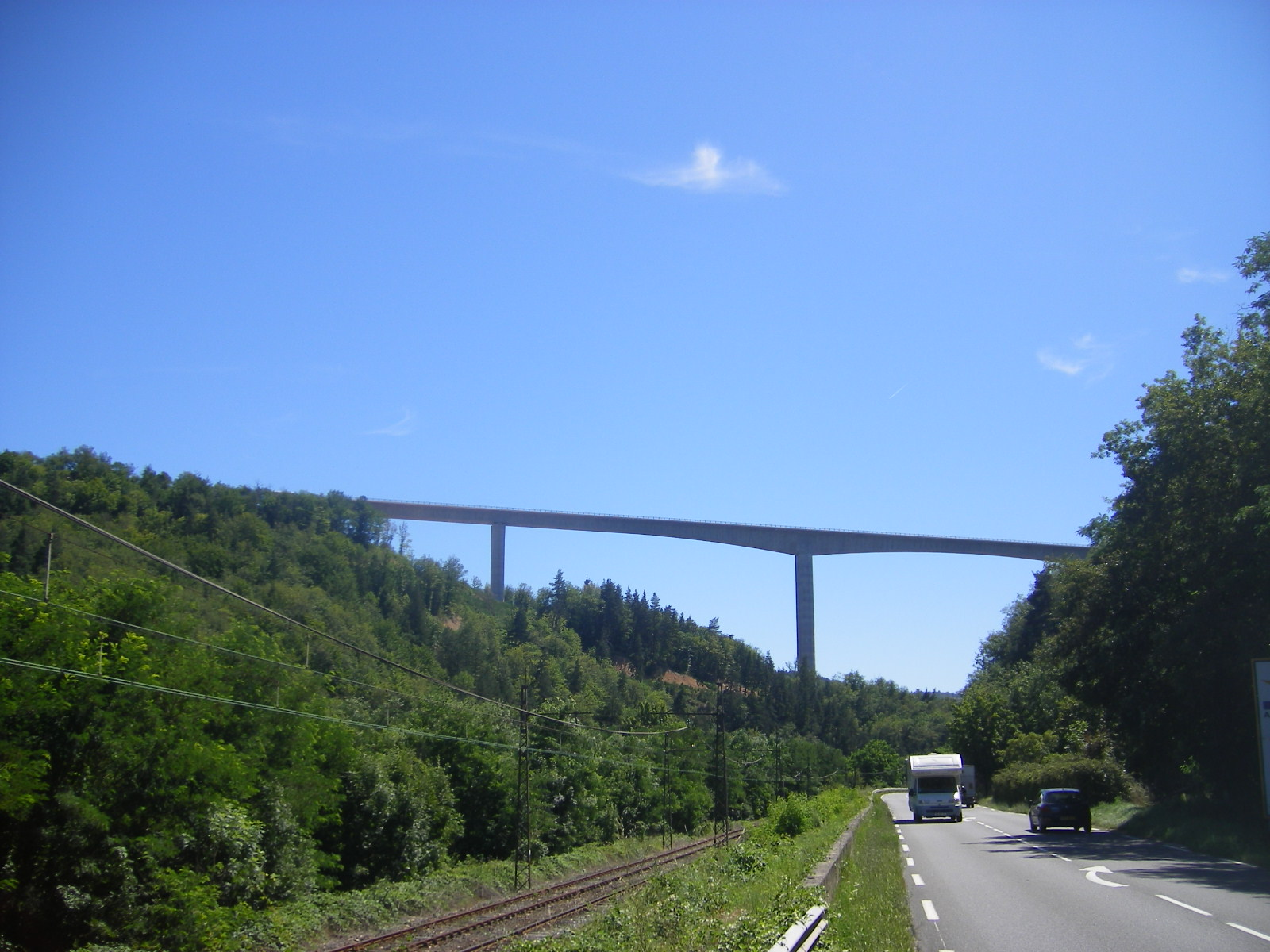
La voie ferrée et l’ex RN 9 passent sous le viaduc de la Colagne (RN 88) à Bourgs-sur-Colagne (antérieurement Le Monastier-Pin-Moriès).

- Plaine biterroise
  - Vallée du Libron
- Haut-Languedoc
  - Vallée de l’Orb
  - Monts d’Orb
- Causses
  - Larzac
  - Vallée du Tarn
  - Causse Rouge
  - Causse de Sévérac
- Vallée du Lot
- Aubrac
- Margeride
- Planèze de Saint-Flour

## Avenir
(décembre 2024).
La fermeture de la ligne était évoquée pour courant 2016, faute d'entretien suffisant, sur l'ensemble de la section Neussargues-Béziers.
Il existe cependant un doute quant à cette perspective, notamment du fait de l'arrivée d'environ 1300 militaires de la Légion étrangère sur le plateau du Larzac d'ici 2018 et des besoins d'acheminement en hommes et matériels en découlant.

## Projet
Il existe[Quand ?] un projet de création d'une halte à Aguessac dans le cadre de la réouverture de la ligne de Rodez à Séverac et ainsi de la reprise des circulations entre Millau et Rodez.

## Galerie de photographies

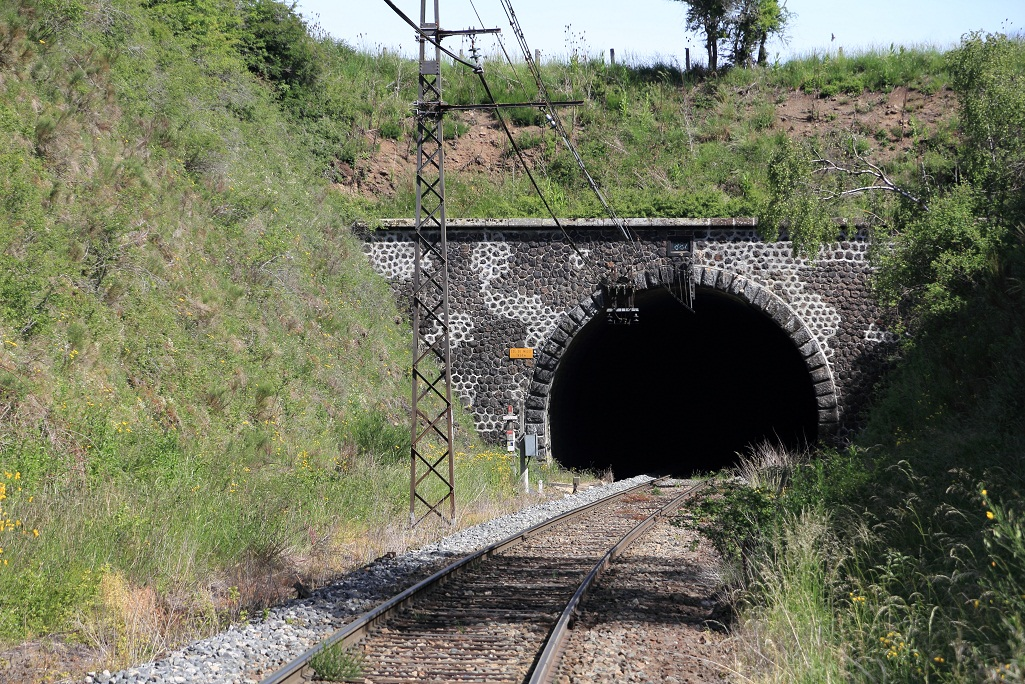
La tête sud du tunnel du col de Mallet. (PK 703,500)
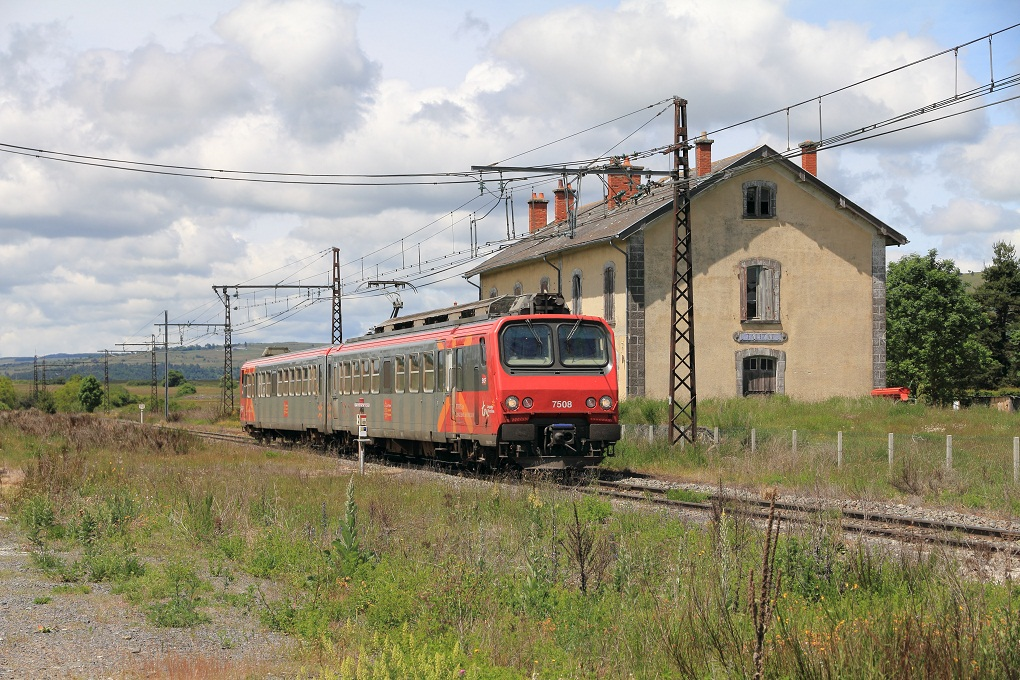
La gare de Talizat traversée par une Z 7500 (PK 702,971)
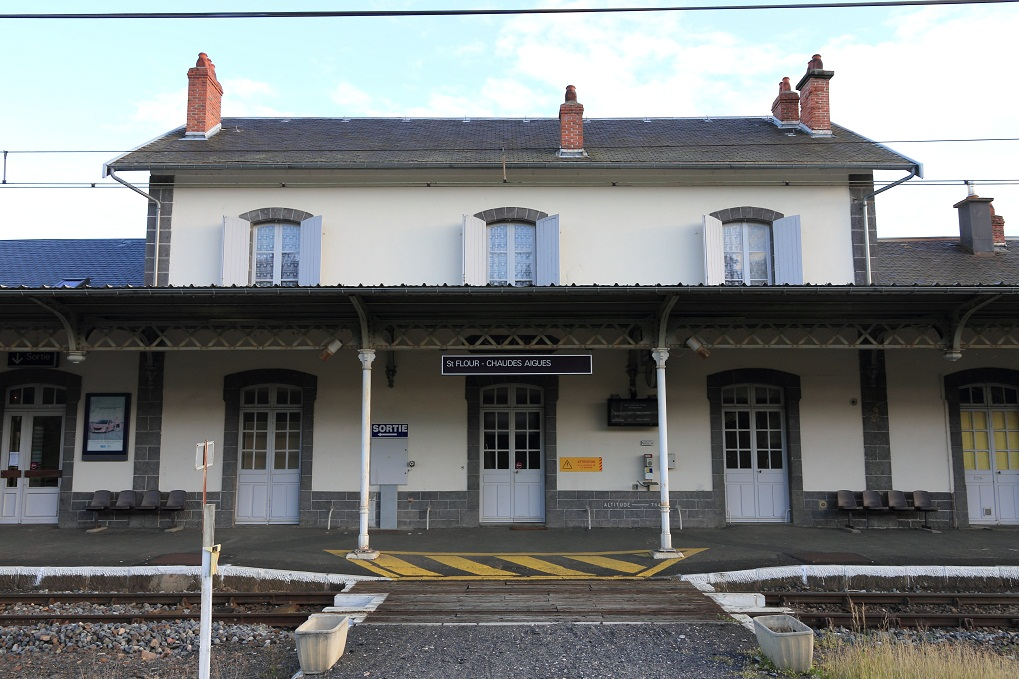
La gare de Saint-Flour - Chaudes-Aigues. (PK 689,628)
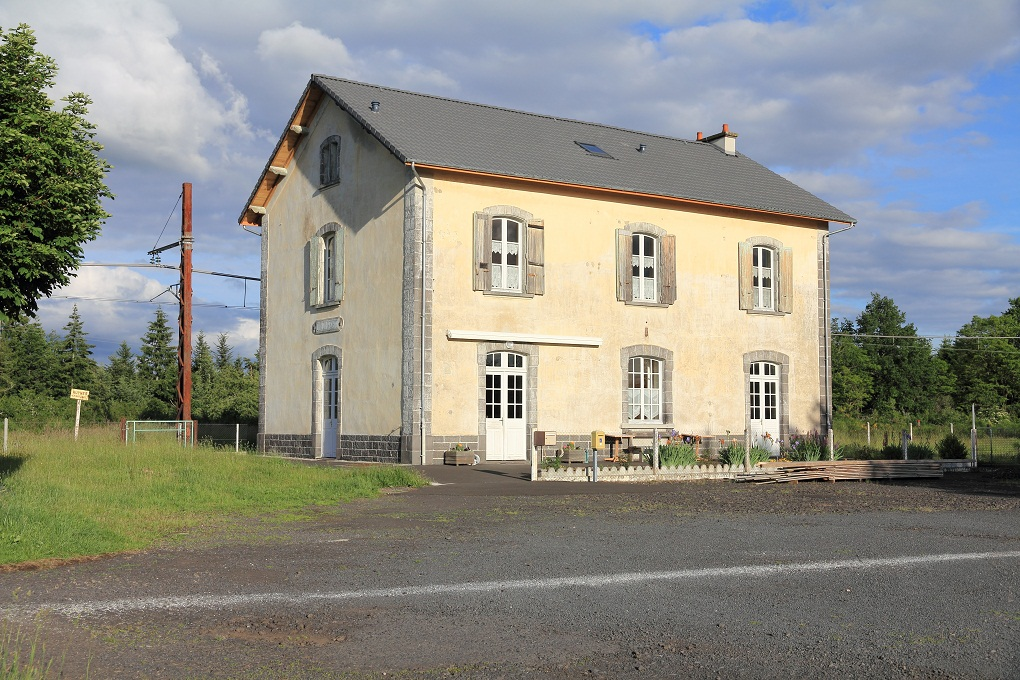
La gare de Ruynes-en-Margeride. (PK 678,984)
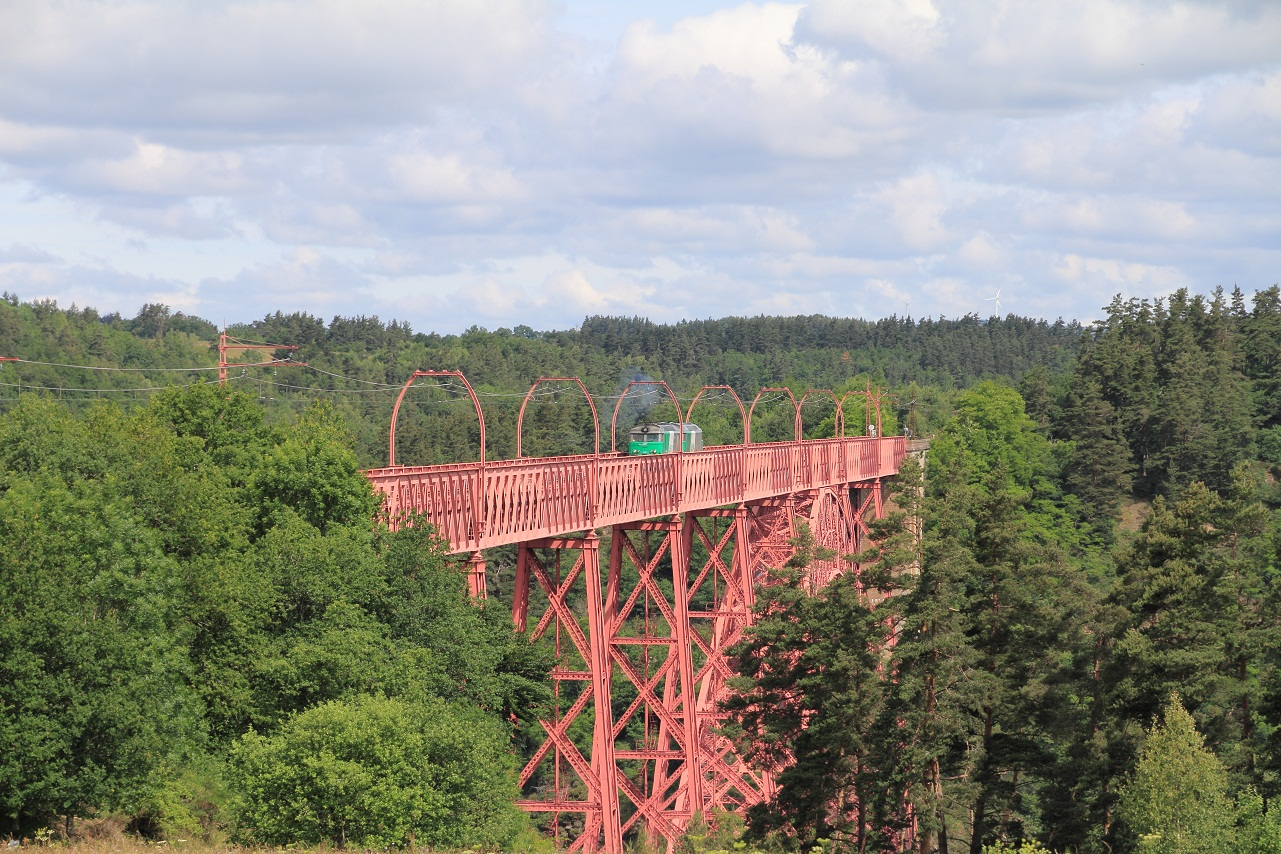
Le viaduc de Garabit traversé par une UM BB 67400 haut le pied. (PK 675,688)
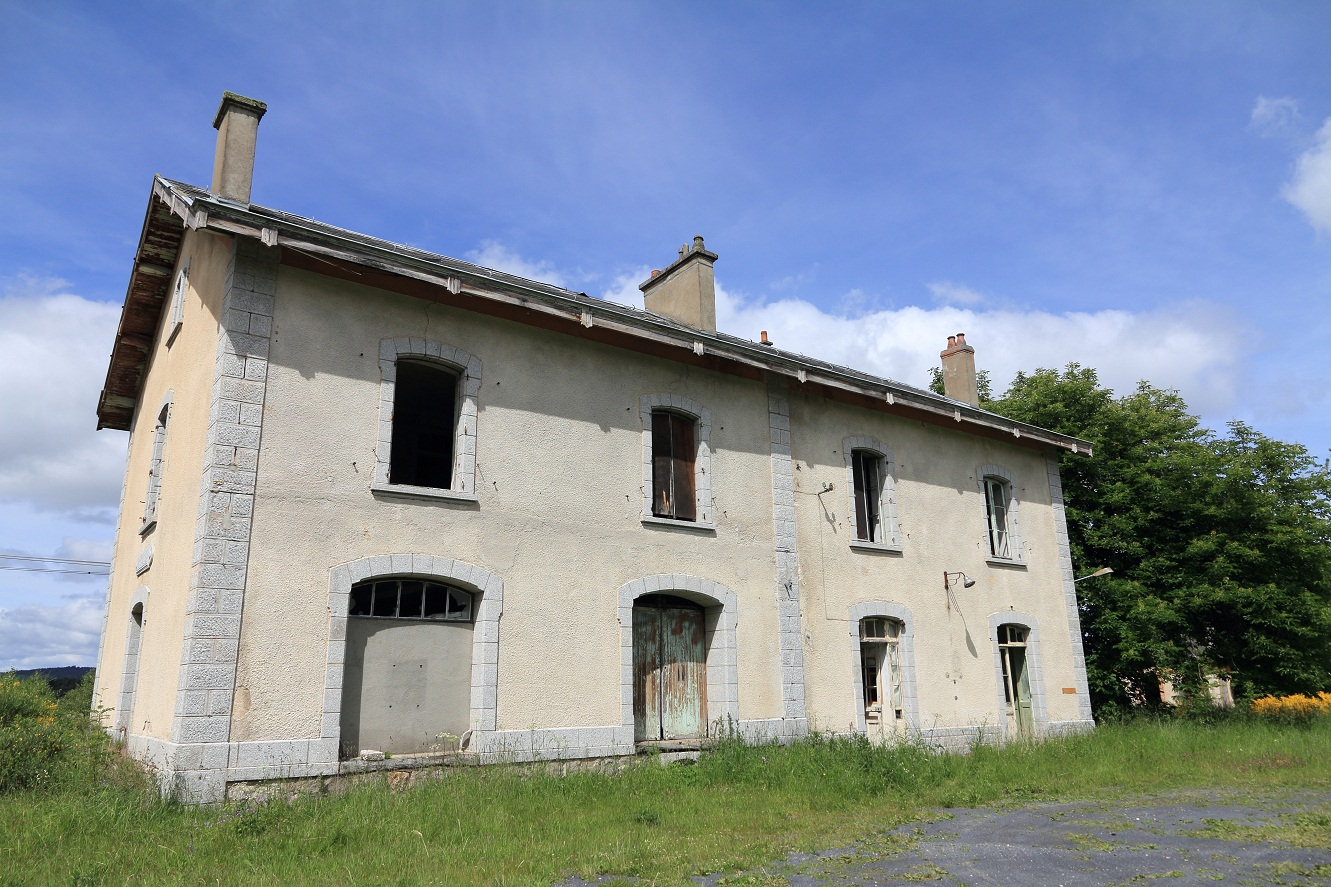
La gare d'Arcomie abandonnée. (PK 660,600)
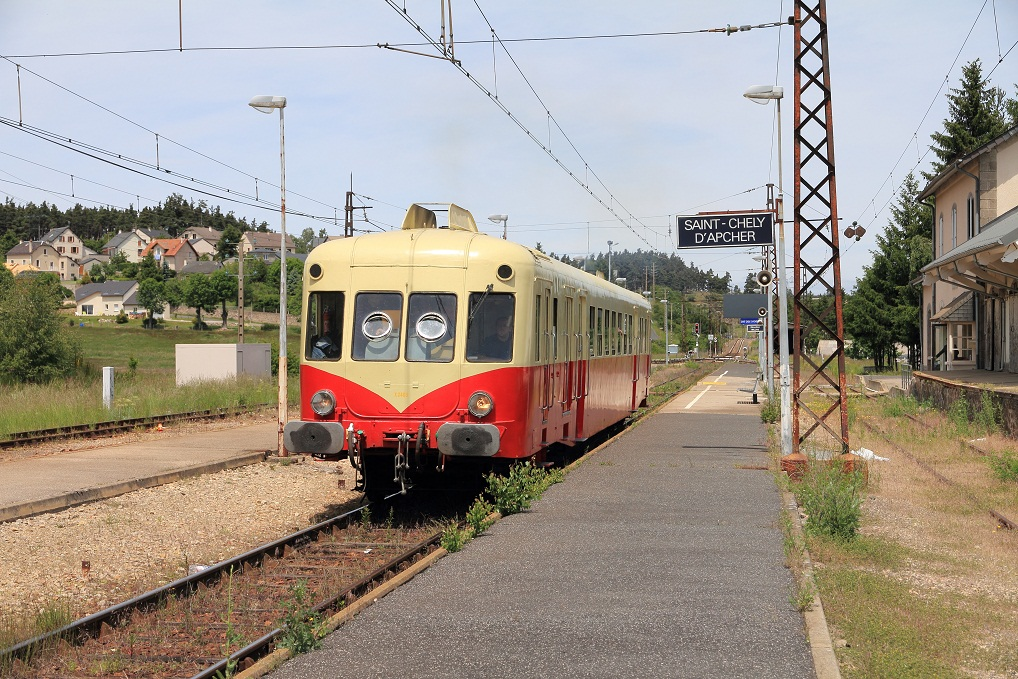
La gare de Saint-Chély-d'Apcher avec une X 2400 (PK 652,902)
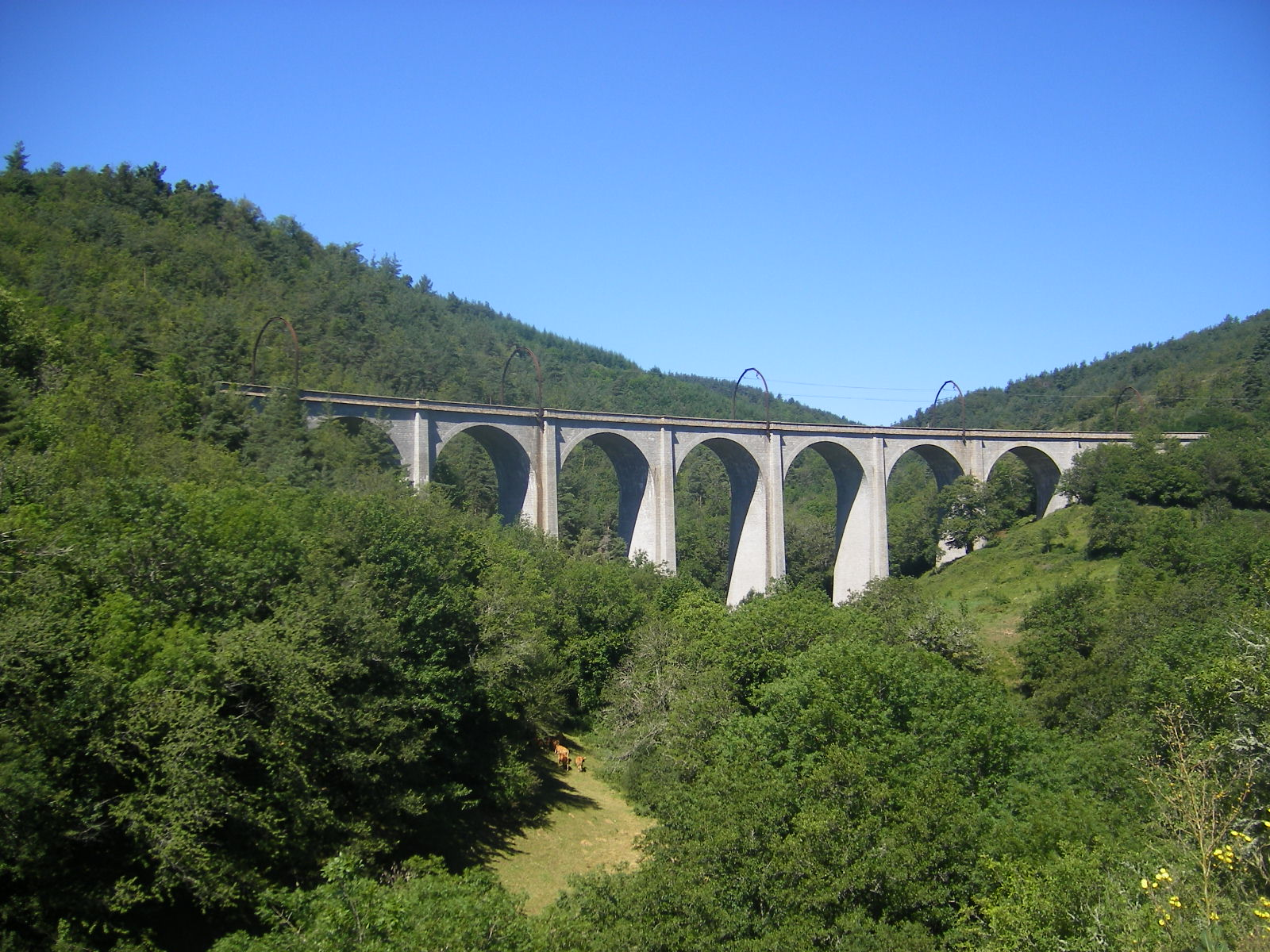
Le viaduc de Chanteperdrix.